# 28-as busz (Budapest)
A budapesti 28-as jelzésű autóbusz a Moszkva tér (Várfok utca) és a Zugligeti út között közlekedett. A vonalat a Budapesti Közlekedési Zrt. üzemeltette.

## Története
1937. december 1-jétől a Széna tér és a Dániel utca között közlekedtek a buszok 28-as jelzéssel. A vonalon többször is szünetelt a közlekedés, mert a buszokat katonai célokra használták. 1941. október 5-én megszűnt a járat, majd 1948. szeptember 1-jén újraindult a Széna tér és a Béla király út között. Betétjárata 1948 novemberéig 28A jelzéssel a Dániel utcáig közlekedett. Az 1970-es évek elején 28Y jelzésű járat is indult a Moszkva (ma Széll Kálmán) tértől a Városkúti útig, ennek jelzése 1977. január 1-jén 128-asra módosult. 2008. szeptember 6-ától a 28-as a 155-ös jelzést viseli és módosított útvonalon, a Városmajor utca helyett a Szilágyi Erzsébet fasoron közlekedik.

## Útvonala
| Zugligeti út felé | Moszkva tér (Várfok utca) felé |
| --- | --- |
| Moszkva tér (Várfok utca) vá. – Csaba utca – Városmajor utca – Diós árok – Józsa Béla köz – Alsó Svábhegyi út – Kútvölgyi út – Béla király út – Zugligeti út – Zugligeti út vá. | Zugligeti út vá. – Zugligeti út – Béla király út – Kútvölgyi út – György Aladár utca – Kiss Áron utca – Tordai utca – Szarvas Gábor út – Kútvölgyi út – Alsó Svábhegyi út – Józsa Béla köz – Diós árok – Városmajor utca – Csaba utca – Krisztina körút – Várfok utca – Moszkva tér (Várfok utca) vá. |

## Megállóhelyei
| 0  | Moszkva tér (Várfok utca) végállomás    | 15 | 5, 10, 22, 22, 39, 56, 90, 90A, 110, 128, 149, 156, 158, 190 4, 6, 18, 56, 59, 61 |
| 1  | Maros utca                              | ∫  | 128, 158                                                                          |
| 2  | Városmajor utca (↓) Csaba utca (↑)      | 14 | 128, 158                                                                          |
| 3  | Érsebészeti Klinika                     | 13 | 128, 158                                                                          |
| 4  | Szent János Kórház                      | 12 | 22, 56, 128, 156, 158 18, 56, Fogaskerekű                                         |
| 5  | Rőzse köz (↓) Szamóca utca (↑)          | 11 | 128                                                                               |
| 6  | Józsa Béla köz (↓) Diós árok (↑)        | 10 | 128                                                                               |
| 7  | Kútvölgyi út, Traumatológia             | 9  | 156                                                                               |
| 8  | Fészek utca                             | 8  | 156                                                                               |
| ∫  | Dániel út                               | 7  | 156                                                                               |
| 9  | Zirzen Janka utca                       | ∫  |                                                                                   |
| ∫  | Kiss Áron utca                          | 6  |                                                                                   |
| 10 | György Aladár utca                      | 5  |                                                                                   |
| 10 | Galgóczy utca                           | 4  |                                                                                   |
| 11 | Zalai út                                | 4  |                                                                                   |
| 12 | Hunyad köz                              | 3  |                                                                                   |
| 13 | Hunyad lejtő (↓) Cinege út (↑)          | 2  |                                                                                   |
| 14 | Béla király út (↓) Csillagvölgyi út (↑) | 1  |                                                                                   |
| 15 | Zugligeti út végállomás                 | 0  |                                                                                   |